# Leitersburg (Maryland)
Leitersburg es un lugar designado por el censo ubicado en el condado de Washington en el estado estadounidense de Maryland. En el Censo de 2010 tenía una población de 573 habitantes y una densidad poblacional de 125,85 personas por km².

## Geografía
Leitersburg se encuentra ubicado en las coordenadas 39°41′34″N 77°37′14″O / 39.69278, -77.62056. Según la Oficina del Censo de los Estados Unidos, Leitersburg tiene una superficie total de 4.55 km², de la cual 4.55 km² corresponden a tierra firme y (0%) 0 km² es agua.

## Demografía
Según el censo de 2010, había 573 personas residiendo en Leitersburg. La densidad de población era de 125,85 hab./km². De los 573 habitantes, Leitersburg estaba compuesto por el 97.03% blancos, el 1.05% eran afroamericanos, el 0% eran amerindios, el 0.87% eran asiáticos, el 0% eran isleños del Pacífico, el 0% eran de otras razas y el 1.05% pertenecían a dos o más razas. Del total de la población el 0.52% eran hispanos o latinos de cualquier raza.